# Szetpe
Szetpe (kaz. Шетпе) – wieś w zachodnim Kazachstanie, w obwodzie mangystauskim. Liczy 11 900 mieszkańców (2006). Ośrodek przemysłu spożywczego.